# Vajnachen

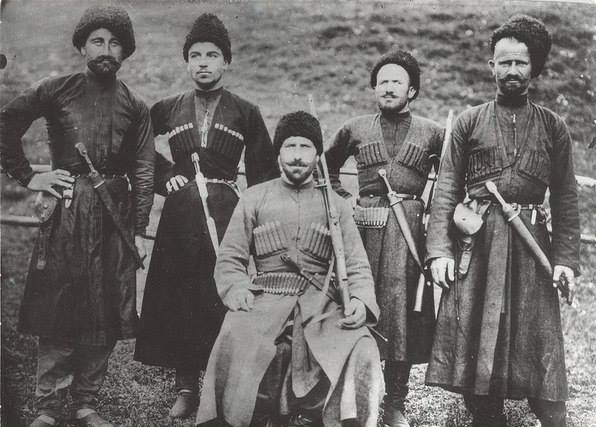
Ingoesjen, begin 20e eeuw

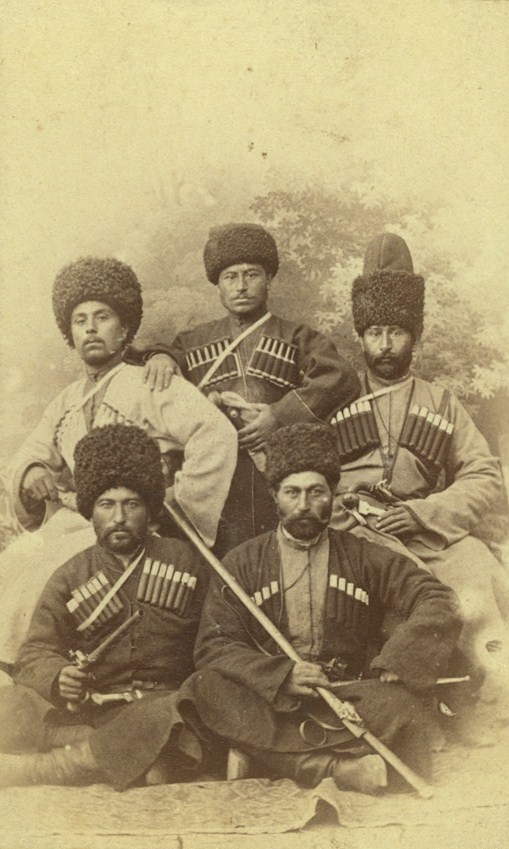
Tsjetsjenen bij een bruiloft, ca. 1870-1886

Vajnachen (Tsjetsjeens: вайн нах; Ingoesjetisch: вей нах, letterlijk "ons volk") (Russisch: Вайнахи) is een Tsjetsjeens-Ingoesjetische term waarmee wordt verwezen naar de volkscollectiviteit waartoe hoofdzakelijk Tsjetsjenen en Ingoesjen behoren. Ook andere kleinere verwante etnische groepen behoren hiertoe, bijvoorbeeld de Melhi. Gezien hun gezamenlijke taalgroep, cultuur, religie en geschiedenis, beschouwen zij zich als één natie die werd opgesplitst in twee landen (Tsjetsjenië en Ingoesjetië).
In tegenstelling tot wat soms wordt gedacht, behoren de Dagestanen, een overkoepelende nationaliteit bestaande uit vele andere volkeren, niet tot de Vajnach-natie.

## Geschiedenis
Er werden verschillende namen gebruikt om naar de Vajnach te verwijzen, waaronder Doerdzoeken in de middeleeuwse Arabische, Georgische en Armeense etnografie.
Volgens sommige historische linguïsten waaronder Johanna Nichols bestaan er rechtstreekse taalkundige verbanden tussen de  Vajnach-talen en de daaraan verwante talen enerzijds en de Vruchtbare Sikkel anderzijds.

### 9e - 10e eeuw
In hun geschriften uit de 9e en 10e eeuw spreken de Perzische schrijvers Ibn al-Faqih en Al-Baladhuri over een organisatie bestaande uit verschillende clans genaamd "Doerdzoeken".

### 1239
In 1239 werd de hoofdstad van Alanië, Magas, verwoest door Batu Khan, een Mongools leider en kleinzoon van Dzjengis Khan. Ook de Alaanse confederatie van Noord-Kaukasische hooglanders, naties en stammen vielen ten prooi aan hetzelfde lot.

### 12e-15e eeuw
Een unie van Vajnachische tejps startte een nationaal verzet met als doel de bevrijding van de Gouden Horde. Na de Mongoolse invasie zette de islam voet aan wal in de regio. Wellicht begon de verspreiding van de islam, die gepaard ging met de Arabische taal en geschrift, in het laagland van de Vajnach-staten. Inscripties op monumenten die dateren uit deze tijd, versterken deze notie.

### 13e - 14e eeuw
Deze periode werd gekenmerkt door onafhankelijkheidsoorlogen tegen Tataars-Mongoolse hordes en tegen het leger van Timoer Lenk.

### 1829 - 1859
Zie de pagina over het Kaukasisch Imamaat.

### 1919 - 1920
In 1919 werd het Noord-Kaukasisch Emiraat opgericht, dat al gauw in 1920 werd gevoegd bij de Sovjet-Unie.

### 1921 - 1924
Van 1921 tot 1924 was de Bergachtige Autonome Socialistische Sovjetrepubliek in voege.

### Tsjetsjeens-Ingoesjetische ASSR
In de geschiedenis van beide landen werd het ideaal van een eengemaakte Vajnach-staat kort verwezenlijkt in de 20e eeuw met de Tsjetsjeens-Ingoesjetische Autonome Socialistische Sovjetrepubliek - hoewel dit vooral gebeurde onder druk van de Sovjet-Unie. In de jaren 90 werd er opnieuw gepleit voor een Vajnach-staat, maar daar is het niet van gekomen.

## Maatschappelijke structuren
Traditioneel wordt de Vajnachmaatschappij gekenmerkt door een sterk ontwikkeld clansysteem (de zogenaamde tejps). Een tejp is een eenheid is een stamorganisatie die bestaat uit stamgemeenschappen die zelfidentificatie delen door de afstamming van een gemeenschappelijke voorouder. Tejps hebben hun eigen raad van ouderen en verenigen mensen van politieke, economische en militaire kringen.
Meestal behoort een tejp op zijn beurt tot een  toekchoem. Dit is een eenheid die bestaat uit verschillende tejps. Toekchoems worden beheerd door een raad van afgevaardigden uit de tejps. Evenwel behoort niet elke tejp tot een toekchoem.
Alle Vajnach-raden stonden in voor het het naleven van het recht. Problemen werden meestal minnelijk opgelost in de tejp zelf. Indien dit niet mogelijk was in de tejp zelf, werd de zaak doorgeschoven naar de toekchoem.
Op nationaal vlak bestond ten slotte Mexk-Khel, of nog de volkenraad. De leden ervan werden verkozen door een toekchoemraad. Deze Mexk-Khel had belangrijke bevoegdheden: ze kon oorlogen starten of staken enzovoort.

### Politieke structuur

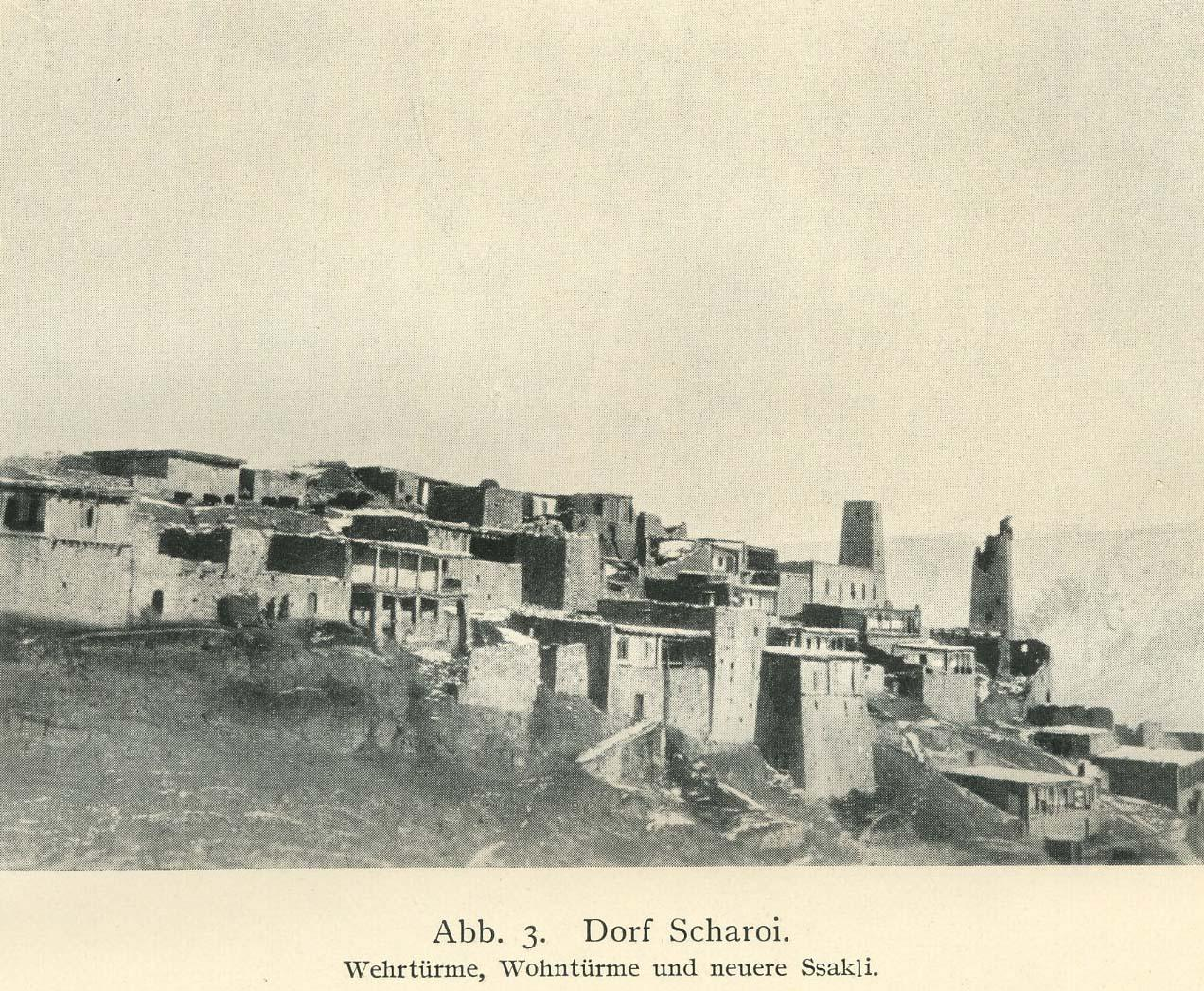
Toren nederzetting van de Sharoi Toekchoem (Tsjetsjenië)

Vele waarnemers, waaronder Russen zoals Lev Tolstoj, waren onder de indruk door het democratisch karakter van de inheemse Tsjetsjeense overheden voor de Russische verovering. Volgens de Westerse Itsjkerofiel Tony Wood kon de Vajnachnatie (en in het bijzonder de Tsjetsjenen) worden beschreven als een van enige naties in de wereld die een systeem had dat zeer sterk leek op een democratie. Andere zulke naties zijn de Schotten, Albanezen en de Basken, waarbij het opvalt dat het steeds gaat om clangebaseerde volkeren die in de bergen leefden en een sterk ingeburgerd concept van vrijheid kenden, net zoals de Vajnach. In de 19de eeuw brachten Circassische clans de er heersende aristocratie ten val. In de plaats kwam een democratisch en egalitaire samenleving waarbij wat sommige elementen betreft inspiratie werd gehaald bij de Vajnachen. Aan dit soort maatschappij werd een halt toegeroepen in de hele Kaukasus door de Russische veroveringen.
Het valt op dat het Tsjetsjeense en Ingoesjetische systeem, alsook de structuren overgenomen door sommige Oost-Circassische stammen, sterke gelijkenissen vertoont met het model van een Westerse democratische republiek. Het heeft een centrale overheid met een wetgevend (de Mexk-Khel), een uitvoerend (de Toekchoem-raad) en rechterlijk (de andere raden) orgaan. De adat en andere organen deden dienst als grondwet. De leden van de drie nationale raden werden verkozen, wat het democratisch model van de Vajnachs des te opvallender maakt.
Tijdens de Sovjet-Unie en tijdens de periode van de Russische overheersing, kwam de Tejp-structuur onder hevige kritiek te staan omdat het een destabiliserende kracht zou zijn in het handhaven van de orde.

## Torenarchitectuur

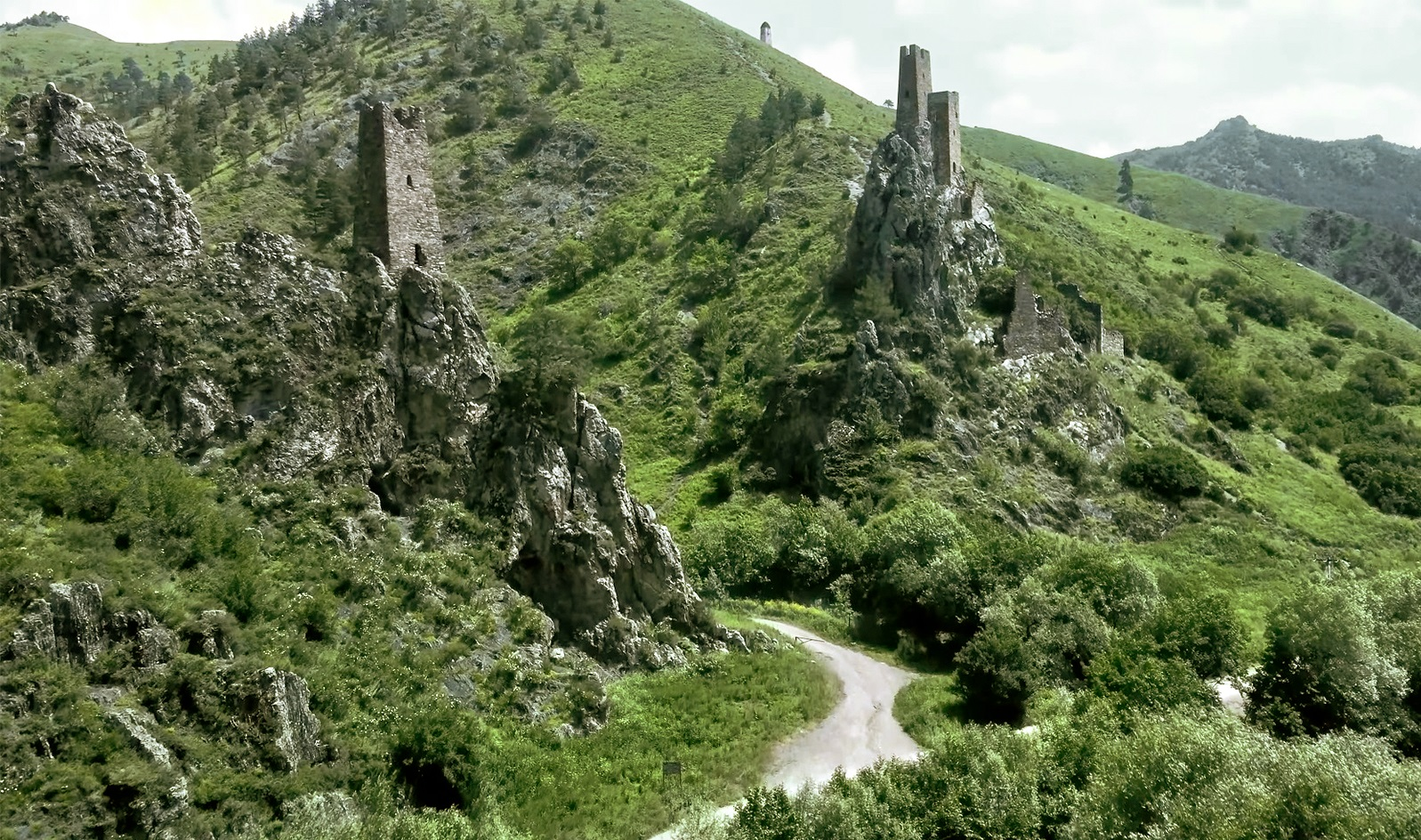
Verdedigingstorens van Vhóvnashke (Ingoesjetië)

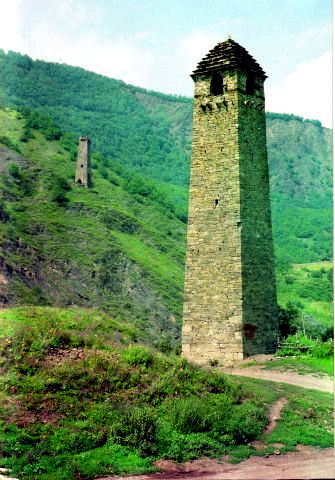
Een Vajnach militaire toren nabij Chanta (Tsjetsjenië)

Zeer kenmerkend voor de Vajnach-architectuur in de middeleeuwen zijn de Vajnach-torens, die zeer zelden bestaan buiten Tsjetsjenië en Ingoesjetië. Het was een uit meerdere verdiepingen bestaand bouwwerk dat diende als onderkomen of ter verdediging (soms zelfs voor beide doelen). De Vajnachse torenarchitectuur bereikte zijn hoogtepunt in de 15e tot 17e eeuw.
Residentiële torens bestonden uit twee tot drie verdiepingen die werden ondersteund door een uit steen gemaakte centrale pilaar. Het dak werd gevormd door een puntig dak dat berustte op een vierkant. Deze torens worden vergeleken met prehistorische bergnederzettingen die dateren van 8.000 voor Christus.
Militaire torens waren 25 meter hoog en sommige torens zelfs nog hoger. Ze bestonden uit vier tot vijf verdiepingen met een vierkanten basis van ongeveer zes meter breed. De tweede verdieping werd bereikt door een ladder. De verdedigers schoten naar vijanden door schietgaten. De top van de toren was bekleed met een mashikul - een small overhangend balkon zonder verdieping. De top van deze torens bestond uit een piramidevormig dak met een scherpe punt van boven.
Torens die dienstdeden als residentie en als militaire toren waren gemiddeld in grootte en hadden zowel schietgaten als mashikuls.
Vajnachse torens werden schaars gedecoreerd met religieuze of goedwensende rotstekeningen zoals zontekeningen of voorstellingen van de handen van de auteurs, dieren enz. Ze droegen vaak een Golgopaans kruis.

## Religie

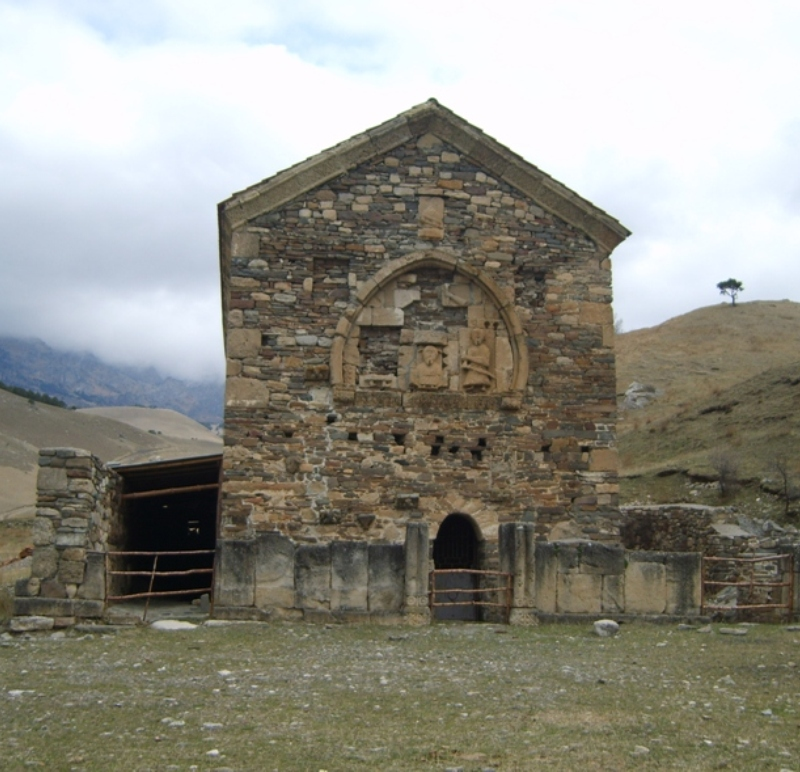
De Tkhaba-Yerdy tempel in Ingoesjetië.

In de middeleeuwen kwam de Vajnach-maatschappij sterk onder Byzantijnse invloed die in sommige delen van het land, voornamelijk het bergachtige zuiden, leidde tot de inburgering van het oostelijke orthodoxe christendom. Het orthodox christendom was er evenwel geen lang leven beschoren. Nadat het land werd vernield door Timoer Lenk, stierf het christendom er nagenoeg uit door de tijdelijke afwezigheid van contacten tussen Georgië en christelijke Vajnachs. Beetje bij beetje keerden de Vajnachs terug naar hun inheemse (heidense)  geloof. De islam verspreidde zich pas in de 16e en 17e eeuw onder de Vajnachs.
De overgrote meerderheid van de Vajnachs hangen het sjafisme aan, een tak van het soennisme.
Een ander standpunt, dat niet noodzakelijkerwijze het vorige tegenspreekt, stelt een migratie van de Vajnach voorop naar de Noordelijke Kaukasus tijdens het Klassieke Tijdperk naar aanleiding van de implosie van Urartu. Volgens deze theorie werd de Vajnach-taal eerst gesproken in een klein deel van de Armeense Hooglanden, in een gebied dat  later bekend zou komen te staan als Urartu.

## In Europa
In Europa is "WeyDu" de grootste Vajnachse jongerenorganisatie. Ze profileren zich als politiek neutraal en onafhankelijk.

### België
Volgens schattingen wonen ongeveer 17.000 Tsjetsjenen in België. De meesten onder hen zijn woonzaam in Brussel, Antwerpen, Gent, Brugge, Kortrijk, Oostende, Verviers, Luik, Namen, Charleroi en Aarlen.

### Denemarken
Er wordt vermoed dat er in Denemarken meer dan 1.000 Tsjetsjenen leven.

### Duitsland
In Duitsland zouden er 50.000 Tsjetsjenen leven.

### Frankrijk
In Frankrijk zouden zo'n 30.000 Tsjetsjenen leven.

### Oostenrijk
Naar schattingen leven er 25.000 Tsjetsjenen in Oostenrijk.